# FC Midtjylland
FC Midtjylland este un club de fotbal din Herning, Danemarca, care evoluează în Superliga Daneză.

## Performanțe
- Superliga Daneză
  - Campioni (3): 2014-15, 2017-18, 2019-20

- Cupa Danemarcei
  - Campioni (2): 2018-19, 2022

## Sezoane
- 9 seazoane în Superliga Daneză
- 1 sezon în A Doua Ligă Daneză